# Usnea trichodeoides
Usnea trichodeoides är en lavart som beskrevs av Motyka. Usnea trichodeoides ingår i släktet Usnea och familjen Parmeliaceae.   Inga underarter finns listade i Catalogue of Life.